# 小缺鰭鯰
小缺鰭鯰（學名：Kryptopterus minor），為輻鰭魚綱鯰形目鯰科的其中一種，為熱帶淡水魚，分布於亞洲婆羅洲西部淡水流域，體長可達6.8公分，棲息在底中層水域，生活習性不明。可做為觀賞魚，與玻璃缺鰭鯰（Kryptopterus vitreolus）、雙鬚缺鰭鯰（Kryptopterus bicirrhis）在水族市場上可稱為玻璃貓，但以玻璃缺鰭鯰和雙鬚缺鰭鯰比較居多，而小缺鰭鯰則較稀少。
其种加词“minor”意为“较小的”。